# Robert Tom
Robert Tom (6 aprile 1978) è un ex calciatore vanuatuano, di ruolo difensore.

## Carriera

### Club
Nel 2013, dopo aver militato al Tafea, si è trasferito all'Amicale, con cui ha concluso la propria carriera nel 2014.
In carriera ha totalizzato complessivamente 16 presenze ed un gol in OFC Champions League.

### Nazionale
Ha debuttato in nazionale il 14 giugno 2008, in Vanuatu-Nuova Caledonia (1-1). Ha partecipato, con la nazionale, alla Coppa delle nazioni oceaniane 2012. Ha collezionato in totale, con la maglia della nazionale, quattro presenze.

## Palmarès

### Club

#### Competizioni nazionali
- Campionato di Vanuatu: 1

Tafea: 2008-2009